# José Sáenz de Aguirre
Joseph Sáenz de Aguirre, O.S.B. (Logroño, 24 de marzo de 1630 – Roma, 19 de agosto de 1699) fue un clérigo e intelectual español, de la orden benedictina, que llegó a ser cardenal.

## Biografía
Descendía de una familia hidalga con raíces en Huércanos de donde eran sus padres y abuelos paternos. Ingresó como monje benedictino en el Monasterio de San Millán de la Cogolla, institución con la mantuvo un contacto constante a lo largo de toda su vida y de la que llegó a ser prior.
Dirigió los estudios del Colegio de San Vicente de Salamanca durante quince años, y llegó a ser su abad. Se doctoró en teología dogmática e inauguró el curso de Sagrada Escritura de esa Universidad, dedicándose al estudio de la jurisprudencia con un importante jurista de la época: Francisco Ramos del Manzano. Fue consejero y secretario del Santo Oficio, y presidente de la congregación de la provincia benedictina de España.
Su obra Auctoritas infallibilis et summa Cathedrae Sancti Petri, de 1683, en defensa de la Iglesia de Roma frente a las pretensiones del clero francés recogidas en la conocida Declaración de la Iglesia Galicana de 1682, le hizo merecedor del elogio del papa Inocencio XI, que le nombró cardenal presbítero el 2 de septiembre de 1686 con el título de Santa Balbina, aunque esta obra le valió las críticas de su sin embargo amigo Bossuet. En 1694 optó por el título cardenalicio de Santa María sobre Minerva. En su correspondencia con Jacques-Bénigne Bossuet combatió vigorosamente el quietismo. Aguirre participó en el cónclave de 1689, en el que Alejandro VIII resultó elegido, y posteriormente en el cónclave de 1691 (elección de Inocencio XII). Considerado uno de los mejores teólogos españoles del siglo XVII (muy apreciado también por el benedictino francés Jean Mabillon, fundador de la diplomática), tras ser nombrado cardenal pasó los últimos años de su vida en Roma, trabajando como miembro de las congregaciones del Índice, del Concilio, de Ritos y del Santo Oficio; se mantuvo neutral en la discutida polémica de auxiliis. Su misión más delicada fue la de formar parte de la comisión de cardenales creada por Inocencio XI para juzgar el quietismo de Molinos. Su mayor deseo, sin embargo, era dedicarse a obras de erudición de alto nivel. Aparte de dar a la estampa la edición póstuma de la Bibliotheca Hispana Vetus del novator y bibliógrafo Nicolás Antonio (1696), publicó una obra de gran importancia para la historia eclesiástica, la Collectio maxima conciliorum omnium Hispaniae et novi orbis (1693-1694), su obra magna, apreciada por los mejores teólogos e historiadores de su tiempo. Extractos de ella fueron publicados en las prestigiosas Acta Eruditorum de Leipzig en 1696. Por el bien de su congregación y de la Universidad de Salamanca se propuso dotar en ésta dos Cátedras (de Prima y Vísperas) a condición de que los benedictinos dotaran una tercera dedicada al estudio de la Teología Anselmiana. El ofrecimiento fue cursado en 1691 y al año siguiente aceptado por el claustro universitario, no sin seria oposición por parte de jesuitas y dominicos. Soslayadas estas dificultades, las nuevas cátedras fueron aprobadas por Carlos II el 11 de marzo de 1693. Mantuvo amistad con el padre Tirso González de Santalla, general de la Compañía de Jesús, con el arzobispo de Reims Charles-Maurice Le Tellier, y con otras personalidades eclesiásticas, pese a las naturales discrepancias teológicas.
Tan excesivo trabajo minó su salud, y sufrió durante muchos años de ataques epilépticos. Pidió a Carlos II el obispado de Murcia para poder regresar a España y morir allí, pero aunque el rey se lo concedió no hubo tiempo y murió repentinamente de un ataque de apoplejía originado por un cáncer que desde hacía tiempo socavaba su salud. Su cuerpo fue enterrado en la iglesia de Santiago de los españoles de Roma y su corazón en Monte Cassino, como había dejado encargado. Donó todos sus bienes a su congregación benedictina de San Millán de Suso. Sus restos fueron trasladados en 1891 a la iglesia de Montserrat de Roma.

## Obra
Sus obras más importantes son de tema filosófico y teológico, pero también escribió historia eclesiástica, comentarios a la teología de San Anselmo, dos volúmenes de miscelánea y una defensa de la autoría del benedictino Jean Gerson sobre De Imitatione Christi.

### Filosofía
- Philosophia novo-antiqua seu disputationes in universam physiologiam Aristotelis, Salmanticae, Lucam Perez, 1672-1675, 3 vols., defensa de Aristóteles y Santo Tomás de Aquino contra sus oponentes (Salamanca, 1671-2-5, 3 volúmenes en folio).
- Philosophia moralis a Aristotele tradita decem libris Ethicorum ad Nichomacum, Salmanticae, Lucam Perez, 1675, 4 vols. (Romae, 1698), comentario sobre la Ética de Aristóteles, en cuatro volúmenes.
- De virtutibus et vitiis disputationes ethicae in quibus disseritur quidquid spectat ad philosophiam moralem ab Aristotele traditam (Salamanca, Lucas Pérez, 1677; 2ª ed. ampliada, Roma, 1697; 3ª ed. Roma, 1717).

### Teología
- Tratado sobre los ángeles, especialmente los de la guarda, que preparó como tesis doctoral.
- Ludi salmanticenses sive theologia florulenta, Salmanticae, Melchioris Esteuez, 1667
- Sancti Anselmi Theologia, commentariis et disputationibus tum dogmaticis tum scholasticis illustrata (Salamanca, Lucas Pérez, 1678-81, 3 vols.; 2.ª ed. Roma, Typographia Dominici Antonii Herculis,  1688-90). El tercer volumen, De natura hominis pura et lapsa, se dedica a combatir el jansenismo.
- Auctoritas infallibilis et summa Cathedrae Sancti Petri... (Salamanca, Lucas Pérez, 1683), refutación de los cuatro artículos de la Declaración de la Iglesia Galicana de 1682.
- Collectio maxima conciliorum omnium Hispaniae et novi orbis... (Salamanca, 1686).

### Ediciones
- Notitia conciliorum Hispaniæ atque Novi Orbis, Salmanticae, Lucam Perez, 1686
- Collectio maxima conciliorum Hispaniæ et Novi orbis, Romae, 1693-1694, 4 vols.
- Synopsis collectionis maximæ conciliorum Hispaniæ, Romae, 1695.